# Wahlen 1834
◄◄ | ◄ | 1830 | 1831 | 1832 | 1833 | Wahlen 1834 | 1835 | 1836 | 1837 | 1838 | ► | ►►

Weitere Ereignisse
Die Liste der Wahlen 1834 umfasst Parlamentswahlen, Präsidentschaftswahlen, Referenden und sonstige Abstimmungen auf nationaler und subnationaler Ebene, die im Jahr 1834 weltweit abgehalten wurden:
Das damalige Wahlrecht entsprach typischerweise nicht den Wahlrechtsgrundsätzen der direkten, geheimen und gleichen Wahl. Zeittypisch waren oft nur kleine Teile der Bevölkerung wahlberechtigt, ein Frauenwahlrecht war nicht gegeben.

## Termine
| Land                          | Datum       | Link zur Wahl 1834                                             | Link zur letzten Wahl | Bemerkung |
| ----------------------------- | ----------- | -------------------------------------------------------------- | --------------------- | --------- |
| Spanien                       | 1. Januar   | Parlamentswahl in Spanien                                      | 1822                  |           |
| Sachsen-Coburg und Gotha      | 28. April   | Landtagswahl zum Coburger Landtag                              | 1828                  |           |
| Frankreich                    | 1. Juni     | Parlamentswahl in Frankreich                                   | 1831                  |           |
| Bundesrepublik Zentralamerika | 2. Juni     | Präsidentschaftswahl in der Zentralamerikanische Konföderation | 1830                  |           |
| Vereinigte Staaten            | 7. Juli     | Wahl zum Repräsentantenhaus der Vereinigten Staaten            | 1832                  |           |
| Vereinigte Staaten            | 3. November | Gouverneurswahl in New York                                    | 1832                  |           |